# Serendipaceratops
Il Serendipaceratopo (Serendipaceratops arthurcclarkei) che significa (faccia cornuta fortuita) è un genere di dinosauro ornitischio unico nel suo genere che è vissuto e apparso in Australia agli inizi del Cretaceo (dai 125 ai 100 milioni di anni fa).

## Descrizione
L'ulna dell'esemplare rinvenuto negli strati inferiori del Cretaceo ha una lunghezza di circa sedici centimetri, piuttosto appiattita. La scoperta è avvenuta nel sito australiano del Dinosaurs Cove, nella quale furono scoperti altri resti appartenenti allo stesso esemplare; il fossile è stato rinvenuto in una piccola zona del fondale marino protetta dalle onde da una diga.
Nel 2003, la specie (Serendipaceratops arthurcclarkei) fu nominata e descritta da Tom Rich e Patricia Vickers-Rich. Inizialmente, gli scopritori non considerarono la possibilità che il fossile potesse appartenere ad un ceratopside ma ad un teropode. Tuttavia, alcuni mesi dopo, durante una visita al Royal Tyrrell Museum di Paleontologia in Alberta, Canada, un collega di nome Dale Russell sottolineò la somiglianza con l'ulna del Leptoceratopo. Grazie a queste prove gli scienziati hanno compreso che si tratta di un nuovo genere di protoceratopside che lo chiamarono appunto così.
Il nome del genere, fa riferimento alla serendipità combinando questo riferimento con ~ Ceratops, un suffisso comune nei nomi generici dei ceratopsidi e con la specifica dello scrittore di fantascienza Arthur C. Clarke, amico personale dei coniugi. Clarke, prima di dedicarsi alla fantascienza fin da bambino rimase affascinato dai dinosauri. Forse per coincidenza, "Serendip" è un antico nome per lo Sri Lanka, paese adottivo di Clarke.
Il Serendipaceratopo è conosciuto solo con un singolo osso dell'ulna sinistra trovata nella Formazione Wonthaggi, risalente all'Aptiano; nel 2003 si ritenne che sia vissuto 115 milioni di anni fa.